# Arctostylopida
Arctostylopida é uma ordem extinta de mamíferos placentários. O clado apresenta afinidades não resolvidas com os demais grupos de mamíferos. Originalmente eles eram considerados próximos os Notoungulata da América do Sul. Entretanto, novos estudos demonstraram que são descendentes dos gliriformes asiáticos. Sua morfologia do tarso mostra moderada semelhança ao Pseudictops, e forte semelhança ao Rhombomylus.